# Causse corrèzien

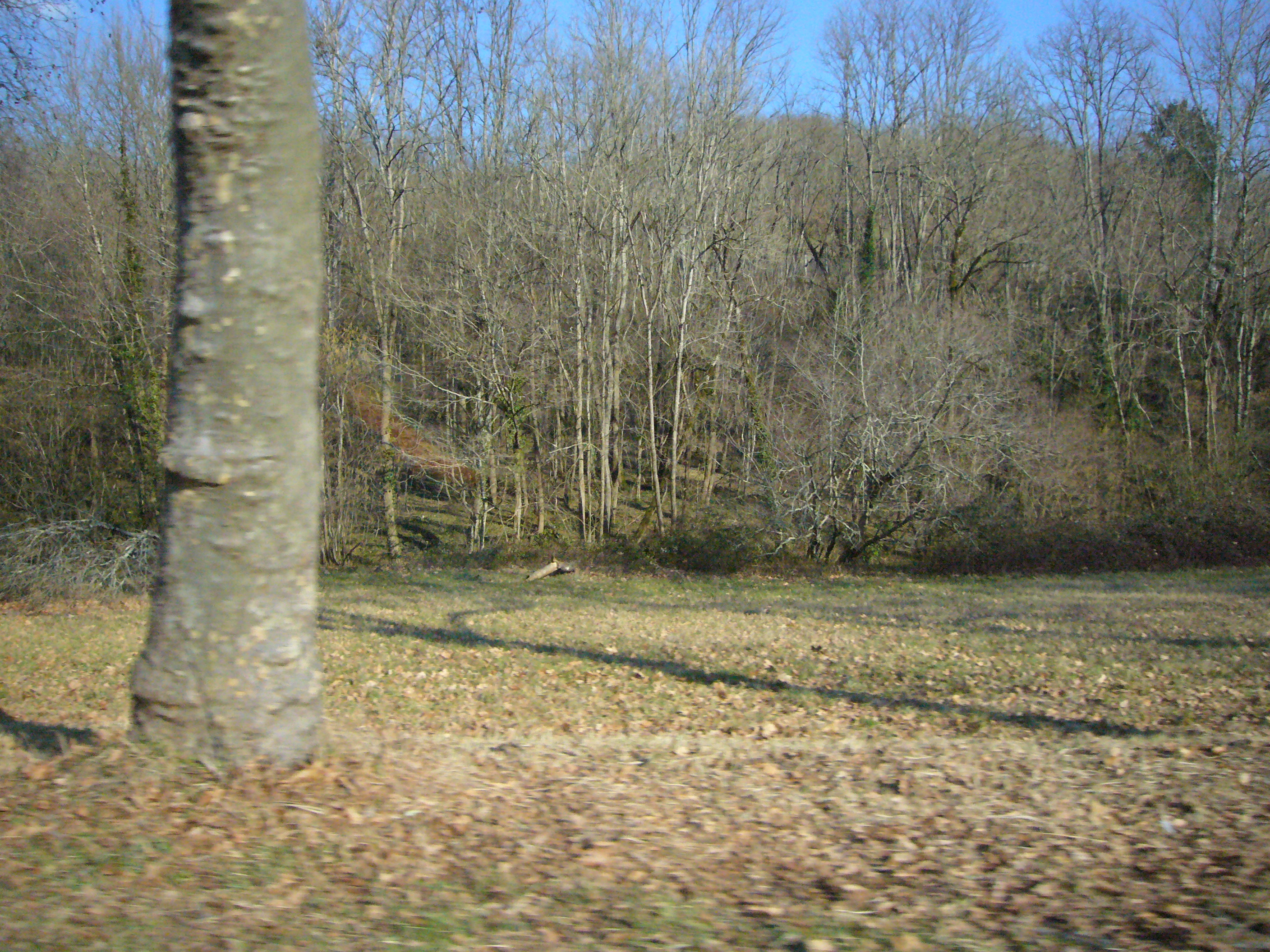
Paisatge entre Noailles i Briva

La causse corrèzien o corrézien és una regió natural de França, a Nova Aquitània, situada al sud del departament de la Corresa. És l'únic "causse" situada fora del Migdia-Pirineus i del Llenguadoc-Rosselló, per bé que aquesta denominació no és ben bé reconeguda. Aquesta apel·lació és més aviat política, el valor de causse en tant que comunitat de comunes, més que geogràfica o sociològica, ja que la causse corrézien és, realment, una part de la causse de Martel, situada a la Corresa.
Es tracta d'una microregió d'uns 60 km², entre el Périgord noir, el Bassin de Brive, el Quercy i la vall baixa de la Dordonya de la Corresa.
El relleu, el clima i sobretot la vegetació i la geologia poden fer pensar a les causses del Massís Central. Cal destacar la formació del juràssic de Gouffre de la Fage, l'única cavitat subterrània de la Corresa oberta al públic des de 1999 i protegida pel pla Natura 2000.